# 卡尔-海因里希·冯·格罗德克
卡尔-海因里希·冯·格罗德克（德語：Karl-Heinrich von Groddeck，1936年7月19日—2011年12月14日），德国男子赛艇运动员。他曾代表德国联队参加1956年、1960年和1964年夏季奥林匹克运动会赛艇比赛，获得一枚金牌和二枚银牌。